# 福兴满族乡
福兴满族乡是中华人民共和国黑龙江省鹤岗市绥滨县下辖的一个民族乡。

## 行政区划
福兴满族乡下辖以下村级行政区划单位：
福兴村、同仁村和德善村。